# Arch Whiting
Arch Whiting (Larchmont, 29 settembre 1936 – Black Mountain, 7 maggio 2007) è stato un attore statunitense.

## Biografia
Cominciò la sua carriera come assistente del produttore di The Ed Sullivan Show. È noto soprattutto per il ruolo  di Sparks nella serie Viaggio in fondo al mare e per il ruolo da protagonista del sergente William Corey nella serie Dove corri Joe?. Ha inoltre interpretato vari ruoli in molte serie televisive dal 1960 al 1976.

## Filmografia
- The Ann Sothern Show – serie TV, 1 episodio (1960)
- Not for Hire – serie TV, episodio 1x36 (1960)
- It's a Man's World – serie TV, episodio 1x10 (1962)
- Viaggio in fondo al mare (Voyage to the Bottom of the Sea) – serie TV, 40 episodi (1964-1968)
- Destino in agguato (Fate Is the Hunter), regia di Ralph Nelson (1964)
- Il fuggiasco (The Fugitive) – serie TV, 3 episodi (1966-1967)
- Garrison Commando – serie TV, 1 episodio (1967)
- I giorni di Bryan (Run for Your Life) – serie TV, 3 episodi (1967)
- Star Trek - serie TV, episodio 1x27 (1967)
- The Sound of Anger, regia di Michael Ritchie – film TV (1968)
- La terra dei giganti (Land of the Giants) – serie TV, 1 episodio (1968)
- The Bold Ones: The Lawyers – serie TV, 1 episodio (1970)
- Mannix – serie TV, 1 episodio (1972)
- F.B.I. – serie TV, 1 episodio (1972)
- Barnaby Jones – serie TV, 2 episodi (1973-1975)
- Ordeal, regia di Lee H. Katzin – film TV (1973)
- The New Adventures of Perry Mason – serie TV, 1 episodio (1973)
- Le strade di San Francisco (The Streets of San Francisco) – serie TV, 1 episodio (1973)
- The Stranger, regia di Lee H. Katzin – film TV (1973)
- Cannon – serie TV, 1 episodio (1973)
- Dove corri Joe? (Run, Joe, Run) – serie TV (1974-1975)
- The F.B.I. Story: The FBI Versus Alvin Karpis, Public Enemy Number One, regia di Marvin J. Chomsky – film TV (1974)
- Strange Homecoming, regia di Lee H. Katzin – film TV (1974)
- Joe Forrester – serie TV, 1 episodio (1975)
- Sky Heist, regia di Lee H. Katzin – film TV (1975)
- Attack on Terror: The FBI vs. the Ku Klux Klan, regia di Marvin J. Chomsky – film TV (1975)
- Sulle strade della California (Police Story) – serie TV, 1 episodio (1976)